# Exorista melas
Exorista melas là một loài ruồi trong họ Tachinidae.